# Gemäldegalerie (Berlijn)
De Gemäldegalerie is een Berlijns museum met een grote collectie Europese schilderkunst van de 13e tot 18e eeuw. Het museum bezit onder meer werken van Jan van Eyck, Brueghel, Albrecht Dürer, Giotto, Raphael, Titiaan, Caravaggio, Peter Paul Rubens, Albrecht Altdorfer, Quiringh van Brekelenkam, Johannes Vermeer, Gabriel Metsu en Rembrandt van Rijn.
Het museum beschikt over circa 72 ruimtes met schilderijen, zo'n twee kilometer expositie-ruimte. Het heeft computer-informatie in diverse talen en een audiotour in Duits en Engels.

## Collectie
De collectie bestaat onder andere uit:
- Duitse schilderkunst van de 13e - 16e eeuw
- Nederlands/Vlaamse schilderkunst uit de 15e - 16e eeuw, een van de rijkste collecties van de "Vlaamse Primitieven" ter wereld.
- Italiaanse schilderkunst van de 13e - 16e eeuw en 17e - 18e eeuw
- Vlaamse en Nederlandse schilderkunst uit de 17e eeuw
- Duitse en Franse schilderkunst van de 17e eeuw
- Franse, Engelse en Duitse schilderkunst van de 18e eeuw
- Miniaturen van de 16e -18e eeuw